# Coltura microbica (racconto)
Coltura microbica (Breeds There a Man...?) è un racconto di fantascienza di Isaac Asimov pubblicato per la prima volta nel 1951 sul numero di giugno della rivista  Astounding Science Fiction.
Successivamente è stato incluso nell'antologia Antologia personale (Nightfall and Other Stories) del 1969.
È stato pubblicato varie volte in italiano a partire dal 1964, anche con i titoli Coltura batterica e Ceppo, Uomo.

## Trama
Elwood Ralson, un fisico brillante ma psicologicamente instabile, si convince che l'umanità è un esperimento genetico condotto da intelligenze aliene. In seguito a ciò, comincia a mostrare un comportamento sempre più stravagante e tendenze suicide, mentre la sua salute comincia a vacillare.
Ralson traccia un'analogia tra il progresso umano e la crescita dei batteri, il che suggerisce che l'umanità è stata allevata in certe “stirpi” per sviluppare alcuni tratti (come il talento artistico) il che ha prodotto la Atene di Pericle o il Rinascimento dei Medici. Inoltre ipotizza che, qualora le capacità o lo sviluppo intellettuale di queste “stirpi” dovessero crescere troppo, ciò potrebbe costituire un pericolo per gli sperimentatori stessi. Essi hanno quindi fatto in modo che in queste situazioni gli umani cerchino di uccidersi a vicenda, come i biologi predispongono un anello di penicillina intorno a una coltura microbica per tenerla sotto controllo.
La “stirpe” più recente ha avuto inizio con la Rivoluzione Industriale e, dato che il suo sviluppo per oltre un secolo l'ha resa estremamente pericolosa, gli sperimentatori intendono distruggerla tramite l'uso della bomba atomica. Inoltre Ralson è convinto che gli alieni lo stiano spingendo verso il suicidio prima che egli possa produrre una difesa contro le armi atomiche, che salverebbe l'umanità dall'estinzione programmata dagli alieni.
Sotto le cure dello psichiatra dottor Blaustein, Ralson può dare indicazioni ad altri scienziati che conducano le sue ricerche per realizzare un generatore di campo di forza efficace contro la bomba atomica.